# Partington
Partington – miasto w Anglii, w hrabstwie ceremonialnym Wielki Manchester, w dystrykcie metropolitalnym Trafford. Leży 15 km na zachód od centrum miasta Manchester. W 2001 miasto liczyło 7327 mieszkańców.